# 七弦吉他

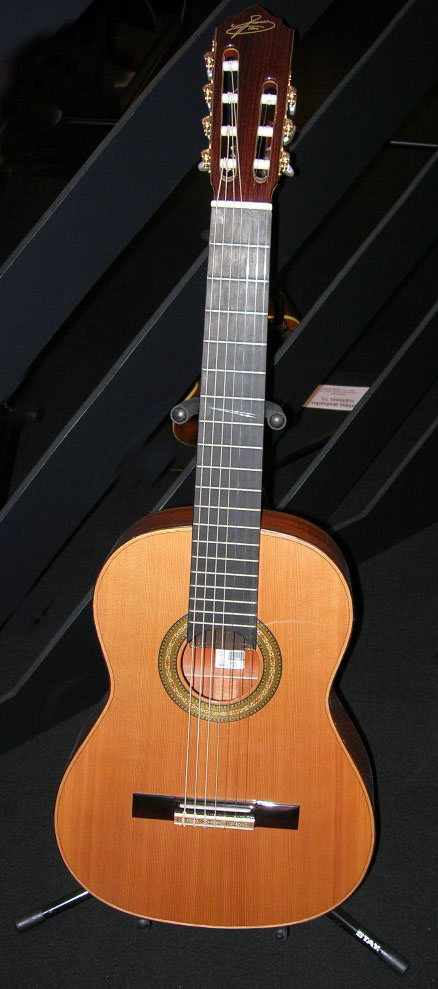
巴西七弦吉他

七弦吉他是一种比普通吉他的六根弦要多出一根弦的吉他。七弦吉他从低音弦到高音弦的标准调音是BEADGBE。尽管有些种类的吉他也拥有七根弦（比如俄罗斯吉他或巴西吉他），但添加第七根弦的应用主要存在于电吉他当中。这些七弦电吉他通常用来演奏一些特定的风格，比如重金属，摇滚或是爵士。很多摇滚和重金属艺人都在他们不少的作品中使用了七弦吉他，知名的有史提芬·范、梦劇場、林普巴茲提特、超级杀手以及麦加帝斯。
七弦吉他的第七根弦通常用来拓展吉他的低音音域，即在低音E弦的上面再添加一根音更低的弦。这样一来使得吉他在演奏时能够产生更加低沉，亢奋，和结实的声音，大大增强了吉他的低音表现力。这也是使得大量摇滚和重金属乐队使用七弦吉他的原因。尽管如此，并不是所有的乐队都使用七弦吉他。有些艺人也仅仅在几部特定的作品中使用。

## 生产商
很多的电吉他生产商都有生产七弦的吉他型号。主要生产商有：
- Ibanez
- Gibson
- Music Man（英语：Music Man (company)）
- ESP
- Schecter（英语：Schecter Guitar Research）
- Jackson
- Dean
- PRS（英语：PRS Guitars）（偶尔生产）

## 外部連結
sevenstring.org（页面存档备份，存于）